# Côm Bắc bộ
Côm Bắc bộ (danh pháp khoa học: Elaeocarpus tonkinensis) là một loài thực vật có hoa trong họ Côm. Loài này được DC. mô tả khoa học đầu tiên năm 1903.